# Estadi de Thillenberg
L'Estadi de Thillenberg és un estadi luxemburguès de futbol a la ciutat de Differdange al sud-est de Luxemburg.
Actualment, és l'estadi del Football Club Differdange 03 que juga a la Lliga luxemburguesa de futbol. Fins a l'any 2003, va ser la seu de Football Association Red Boys Differdange. L'estadi té una capacitat de 7.150 persones.